# Gotthard Hinteregger
Gotthard Hinteregger (ur. 16 maja 1967) – austriacki bokser.

## Kariera zawodowa
Na zawodowstwo przeszedł w 1997 r., pokonując w swoim debiucie na punkty Marka Jesenica. Po kilkunastu walkach, Hinteregger zmierzył się 29 kwietnia 2000 r. z Duńczykiem Michaelem Raskiem. Reprezentant Danii zwyciężył przez techniczny nokaut w czwartej rundzie, zadając Austriakowi trzecią porażkę na zawodowywm ringu.
2 marca 2002 r., Hinteregger został mistrzem Austrii po zwycięstwie nad Zdenkiem Zubko. 11 maja 2004 r. po zwycięstwie przed czasem nad Włochem Emanuelem Grillim, Hinteregger zdobył pas IBF Inter-Continental w kategorii lekkośredniej. Włoch był liczony w rundzie drugiej oraz czwartej.
25 czerwca 2006 r. został mistrzem Austrii w kategorii junior średniej, pokonując przez nokaut w czwartej rundzie niepokonanego Gogiego Kneževića. Po tym zwycięstwie stoczył jeszcze kilka walk m.in. w 2007 r. z Polakiem Grzegorzem Proksą, z którym przegrał w drugiej rundzie. Ostatnią walkę stoczył 19 października 2008 r., pokonując wysoko na punkty Gábora Balogha.